# Chez Nous (belgische Partei)
Chez Nous („Bei uns“) ist eine im Oktober 2021 in Belgien gegründete politische Partei. Die Partei ist in der französischsprachigen Region Wallonien aktiv. Von politischen Beobachtern wird die Partei meist als rechtsextrem eingeordnet.

## Parteigeschichte
Chez Nous wurde am 27. Oktober 2021 durch Jérôme Munier und Gregory Vanden Bruel in Lüttich gegründet. Jérôme Munier war zuvor in der rechtsliberal-rechtspopulistischen Parti Populaire, die 2019 aufgelöst wurde, aktiv gewesen. Bei der Gründungsversammlung waren Tom Van Grieken, der Parteivorsitzende des Vlaams Belang, und Jordan Bardella, der Parteivorsitzende des französischen Rassemblement National (RN), der Partei von Marine Le Pen, anwesend. Programmatisch bekannte sich die Partei zu „unseren Traditionen, unseren Werten und unserer Identität“ und erklärte ihre Gegnerschaft zu Massenimmigration und der „Islamisierung in unserem Land“. In einem Facebook-Post warnte Parteigründer Vanden Bruel vor dem Untergang der abendländisch-christlichen Kultur angesichts von Multikulturalismus, der Umkehrung der Werte, der technokratischen und undemokratischen Europäischen Union, der aus den USA importierten Woke-Kultur, der kulturellen Linken, des Islamismus, der radikalen Ökologie, des Defätismus usw. Die „etablierten“ Parteien Walloniens erklärten nach der Parteigründung, nicht mit Chez Nous zusammenarbeiten zu wollen, analog zum Cordon santaire, den die Parteien Flanderns um den Vlaams Belang aufrechterhalten.
Anfang 2024 kam es zum Zerwürfnis zwischen RN und Chez Nous, nachdem letztere ohne Zustimmung des RN Fotos von Marine Le Pen auf ihren Wahlplakaten verwendet hatte.
Bei den Wahlen zum belgischen Föderalparlament am 9. Juni 2024 gewann die Partei 64.058 Stimmen (0,92 %) und bei der parallel abgehaltenen Wahl zum Parlament Walloniens 58.565 Stimmen (2,83 %). Dies reichte jedoch nicht für den Gewinn eines Parlamentsmandats.

## Wahlergebnisse
| Jahr | Stimmen | Anteil | Mandate | Platz |
| ---- | ------- | ------ | ------- | ----- |
| 2024 | 64.058  | 0,92 % | 0/150   | 14.   |

| Jahr | Stimmen | Anteil | Mandate | Platz |
| ---- | ------- | ------ | ------- | ----- |
| 2024 | 58.565  | 2,83 % | 0/75    | 6.    |